# سارة إل. ويلسون
سارة إل. ويلسون (بالإنجليزية: Sarah L. Wilson)‏ هي قاضية أمريكية، ولدت في 2 أكتوبر 1959 في نيويورك في الولايات المتحدة.